# Groombridge (England)
Groombridge ist ein Dorf von etwa 1600 Einwohnern an der Grenze zwischen Kent und East Sussex in England. Die nächste größere Stadt ist Royal Tunbridge Wells, ungefähr 7,2 km entfernt.
Der Hauptteil des Dorfes („Neu-Groombridge“) liegt in der Parish Withyham im Distrikt Wealden in East Sussex. In Neu Groombridge liegt eine Grundschule mit der Kirche St. Thomas, Teil der Diözese Chichester der Kirche von England. Es gibt eine Gemischtwarenhandlung, einen Bäcker, eine Post, ein Frisiersalon, eine Autovertretung und ein Wirtshaus.
Der ältere Teil des Dorfes („Alt-Groombridge“) liegt im Parish Speldhurst im Borough of Tunbridge Wells in Kent und besteht hauptsächlich aus dem Anwesen Groombridge Place. In Alt Groombridge steht die Kirche St. Johns, die zur Diözese von Rochester gehört. Es gibt auch einen Gasthof, aber keine Geschäfte.
Die Grenze zwischen den beiden Grafschaften East Sussex und Kent und damit zwischen Alt- und Neu-Groombridge bildet hier der River Grom, der weiter westlich von rechts in den River Medway mündet.

## Geschichte
Groombridge Place mit seinem Herrenhaus und dem umgebenden Park ist ein populärer Besucheranziehungskraft, es kann sich einer eindrucksvollen 700-jährigen Geschichte rühmen, 1239 beginnend. Groombridge Place war in Besitz von einigen der ausgezeichnetsten Familien von Kent, einschließlich der Cobhams und Herrn Richard Waller, Vorfahre des Dichters Edmund Waller sowie von Winston Churchill.
Seit 1977 gibt es im Park von Groombridge Place ein Raubvogel-Reservat, das Raptor Centre.

## Krankenhaus
In Alt-Goombridge liegt das Hospital Burrswood, ein unabhängiges nichtchirurgisches Krankenhaus, das die ganze Person in einer christlichen Umgebung behandelt. Spezialitäten schließen Linderungsmittel und Atempause-Sorge, postchirurgische Sorge, Rehabilitation und Krankengymnastik ein. Burrswood wurde 1948 von Dorothy Kerin als Folge ihrer eigenen Heilerfahrung gegründet. 2008 feierte es sein sechzigjähriges Jubiläum, und ein Gedächtnisgottesdienst wurde in der Kathedrale von Rochester gehalten.

## Eisenbahn
Groombridge lag an der  Three Bridges to Tunbridge Wells Central Line (Hauptlinie). Andere Stationen waren: Rowfant, Grange Road, East Grinstead, Forest Row, Withyham, High Rocks, Tunbridge Wells West and Tunbridge Wells Central. Die Linie wurde am 6. Juli 1985 geschlossen.
Groombridge ist jetzt an die Museumsbahn Spa Valley Railway angeschlossen und ist zurzeit die südliche Endstation dieser von Royal Tunbridge Wells kommenden Linie. Der Bahnhof Groombridge liegt im Osten des Ortes. Ein gemeinsames Ticket für die Eisenbahn und Groombridge Place ist verfügbar. 

## Persönlichkeiten
- William Henry Lang (1874–1960), Botaniker und Paläobotaniker, Hochschullehrer

## Kultur und Sehenswürdigkeiten

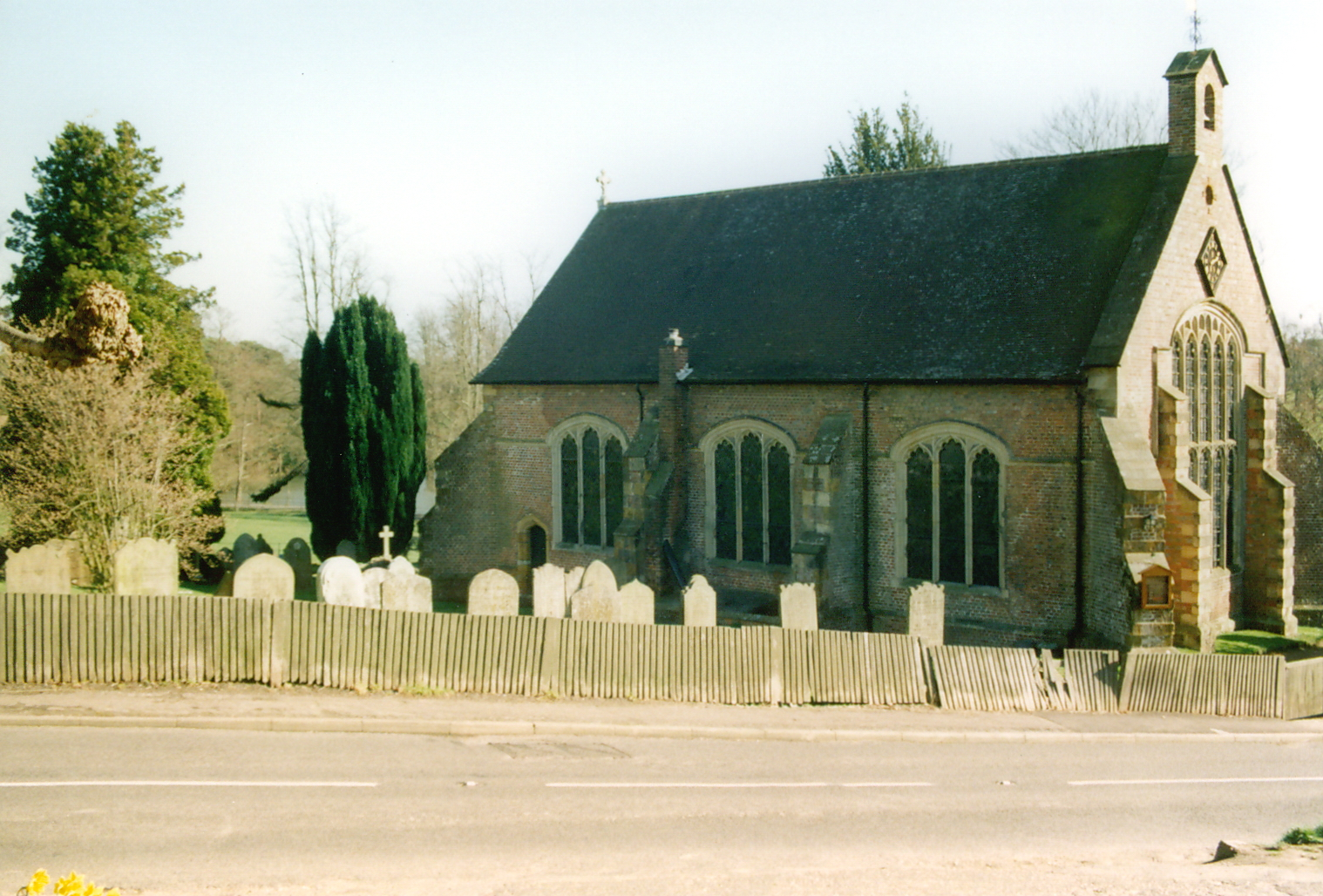
Kirche St John the Baptist in Alt-Groombridge
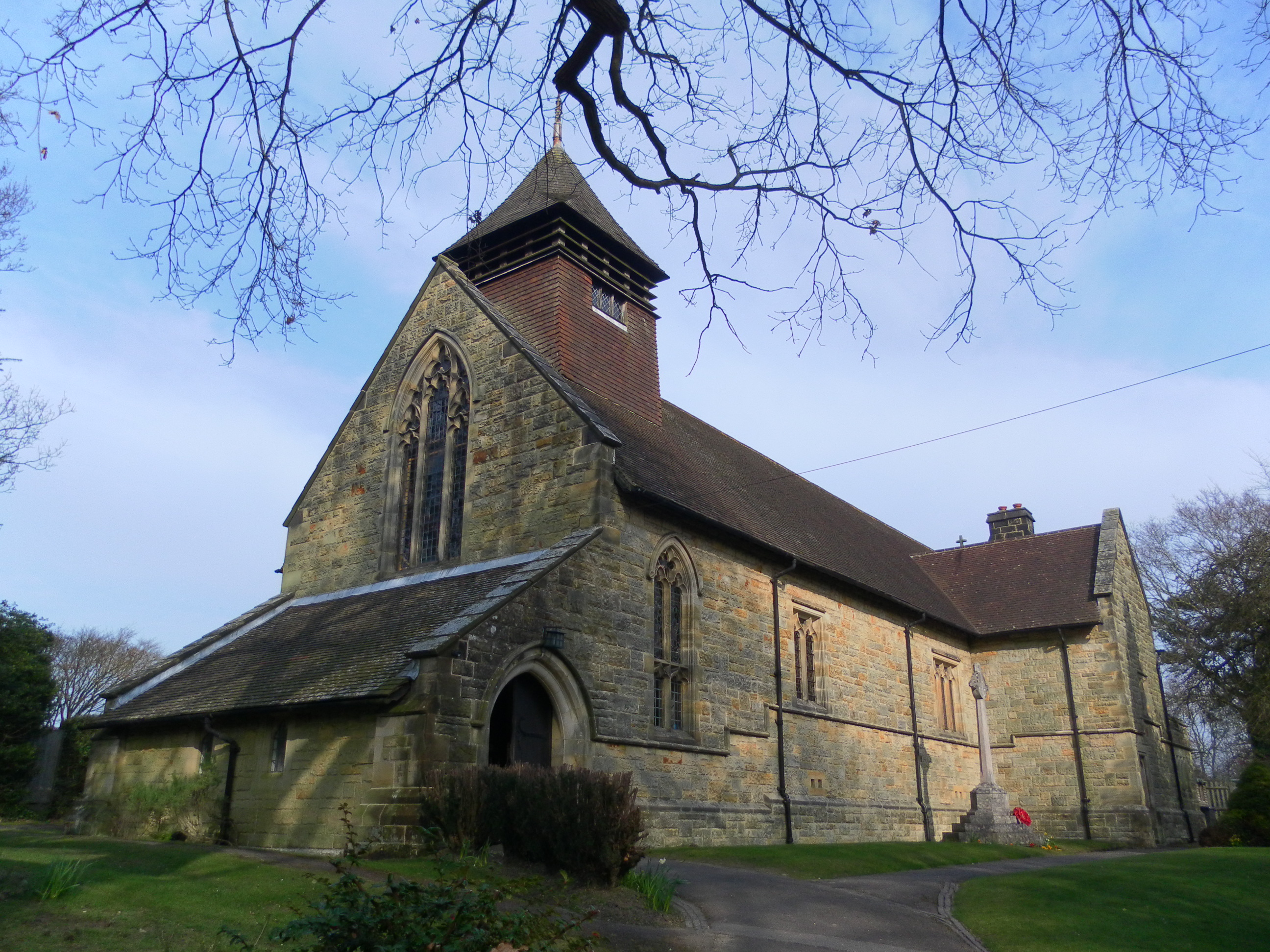
Kirche St Thomas in Neu-Groombridge
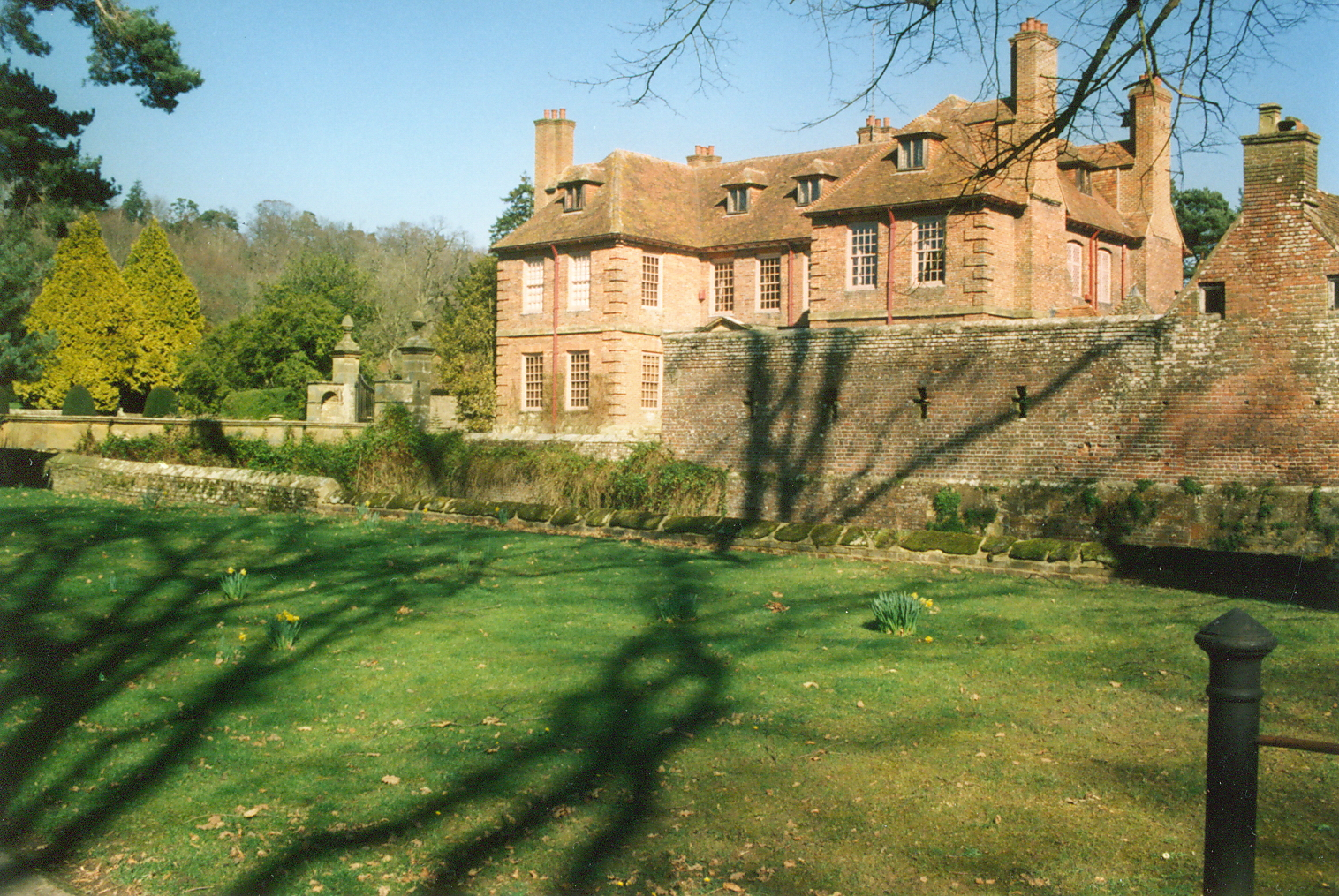
Herrenhaus Groombridge Place
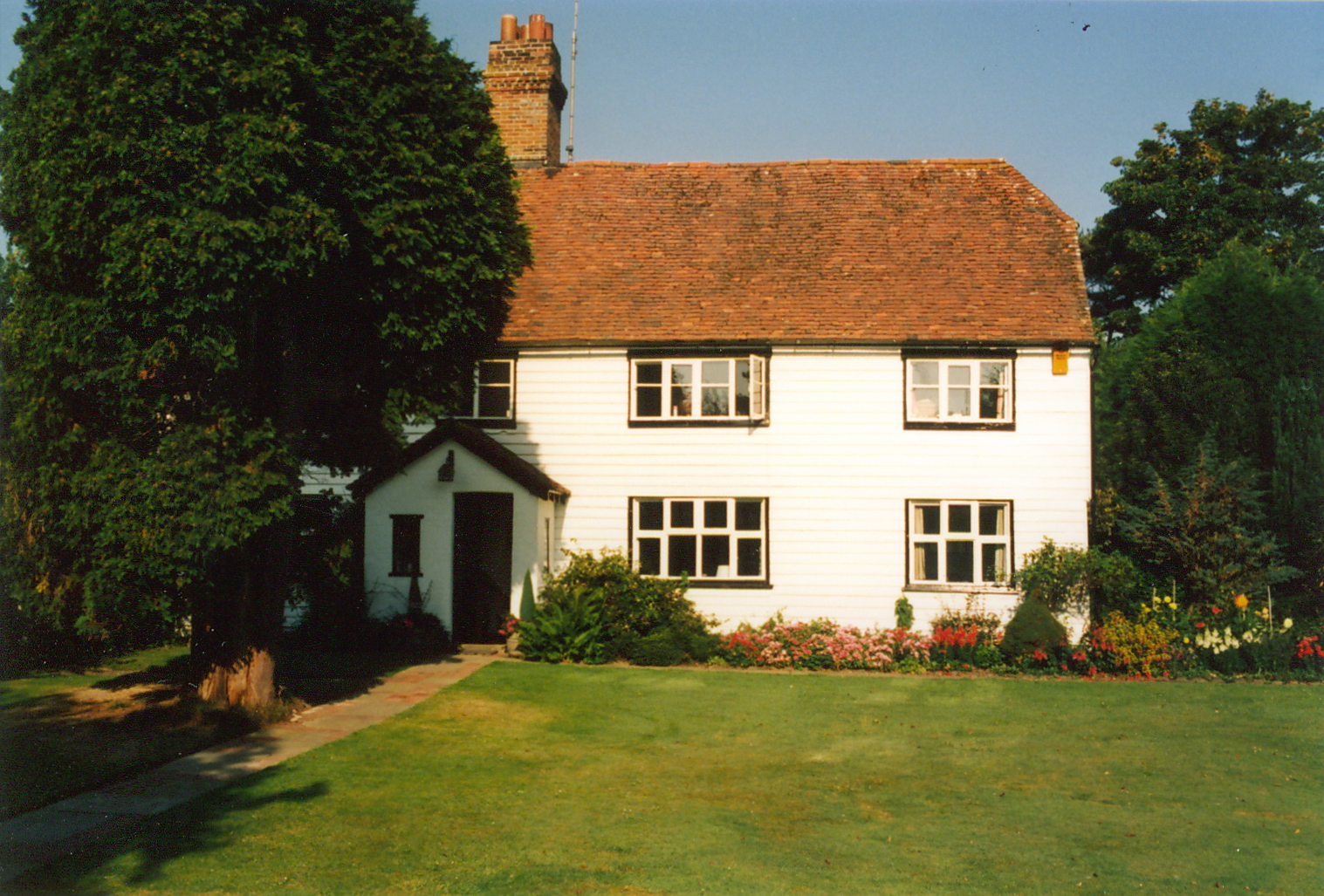
Groombridge, typisches Landhaus
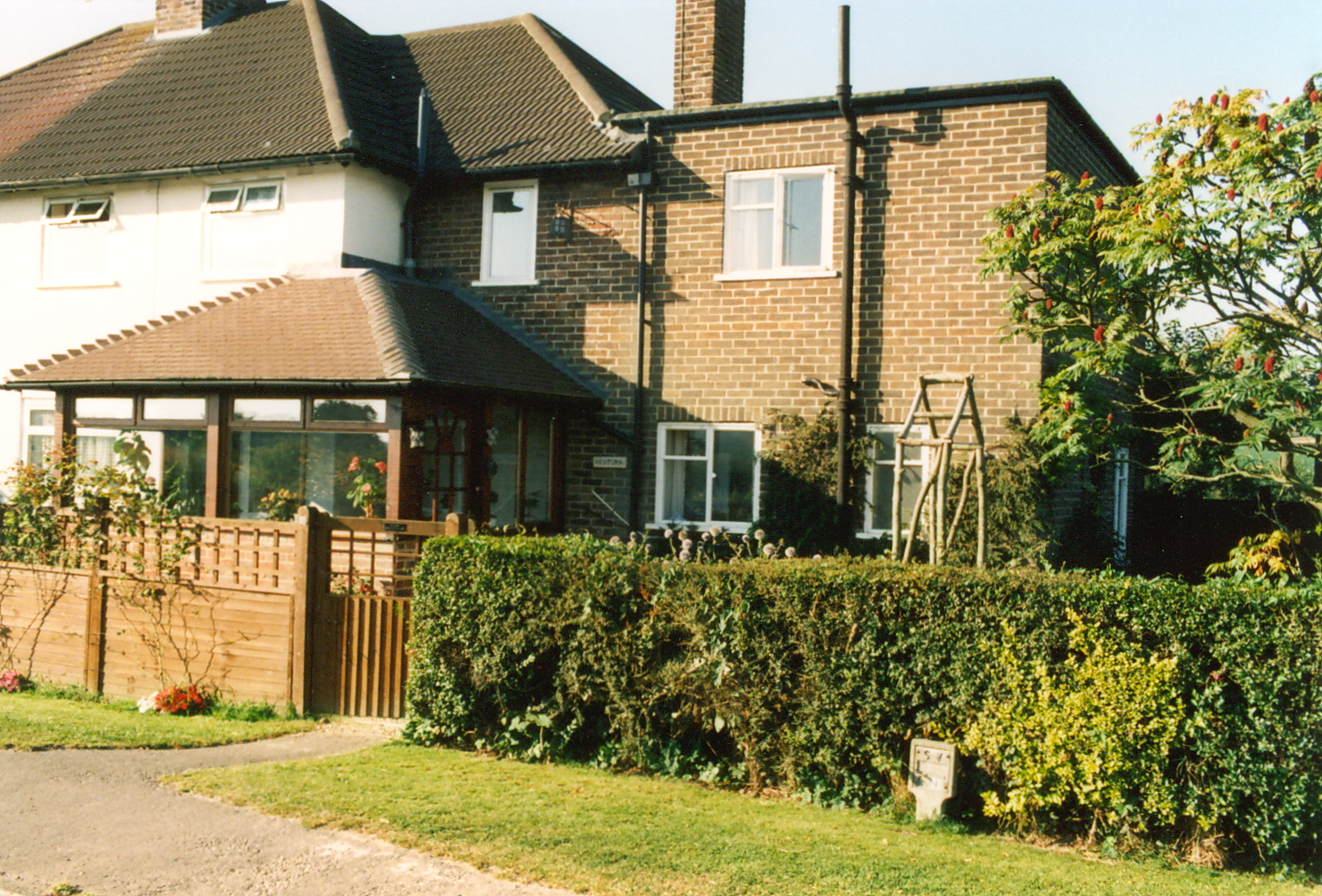
Bed and Breakfast Haus in Groombridge
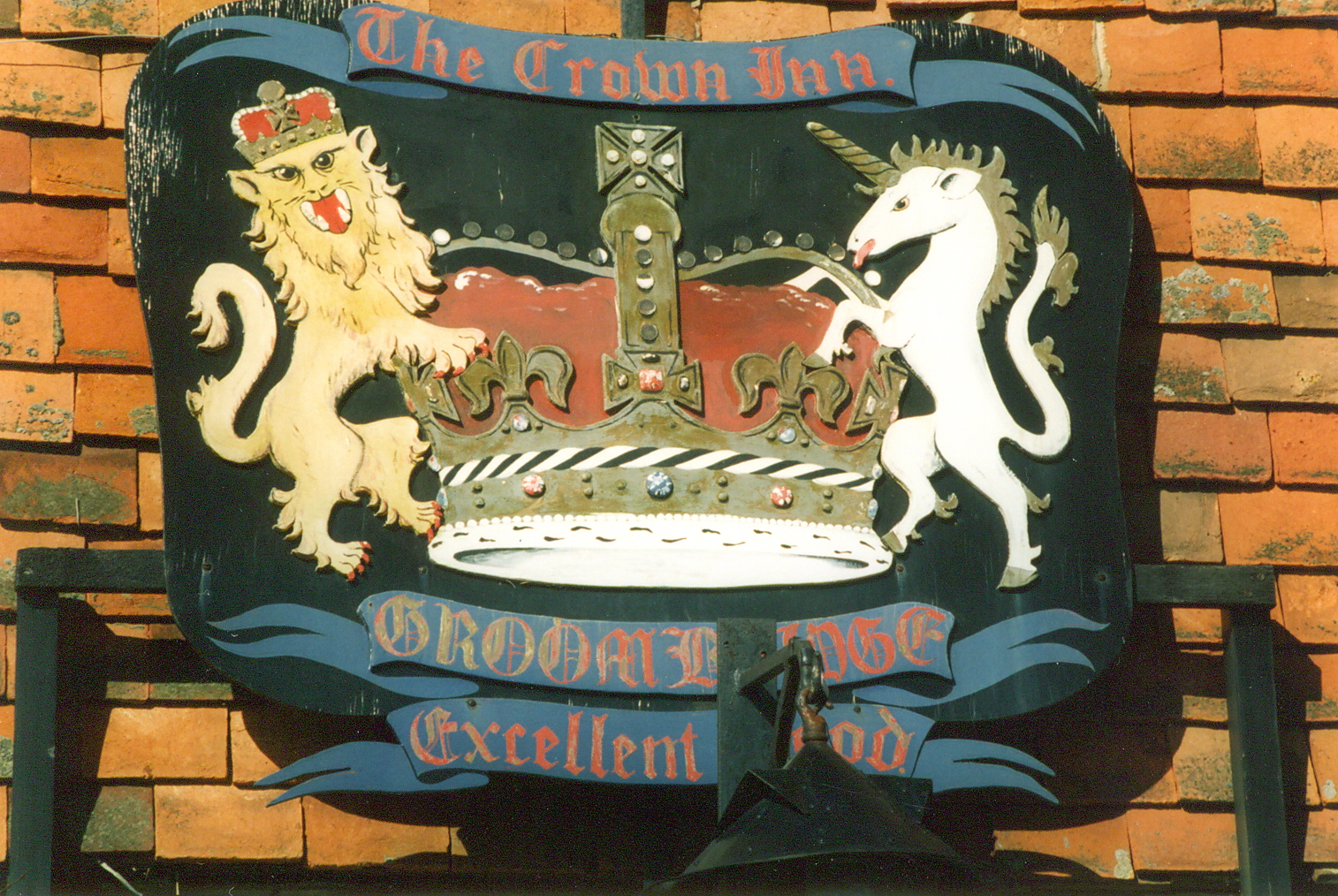
Wirtshausschild Crown Inn